# Planet Godrej
Le Planet Godrej est un gratte-ciel de 181 mètres de hauteur construit à Bombay de 2006 à 2009. Il abrite des logements.
À son achèvement en 2009 c'était le plus haut gratte-ciel de Bombay et de l'Inde.
C'est l'un des rares gratte-ciel de la planète en forme d'arc de cercle.
L'immeuble comprend 5 ailes; Terra, Aqua, Electra, Strata, Celesta.
L'architecte est l'agence singapourienne DP Architects.